# 1. FC Köln/1. Bundesligameister 1963/64
Der Artikel behandelt die erfolgreichste Zeit des 1. FC Köln in den 1960er Jahren; zuerst die vier Meisterschaften in Serie von 1960 bis 1963 in der Fußball-Oberliga West mit dem Titelgewinn der deutschen Meisterschaft 1962, dann der Höhepunkt des Titelgewinns der deutschen Meisterschaft 1963/64 im ersten Jahr der neuen Fußball-Bundesliga.

## Seriensieger in der Oberliga West, dreimal im Endspiel um die deutsche Meisterschaft, 1960 bis 1963
Mit dem Weltmeister der Turniertage 1954 in der Schweiz und Neuzugang bei den „Geißböcken“, Helmut Rahn von Rot-Weiss Essen, glückte unter Trainer Oswald Pfau – Pfau war für Péter Szabó gekommen – in der Saison 1959/60 der erste Titelgewinn vor Titelverteidiger Westfalia Herne in der Westoberliga. Der prägende und weitsichtig führende Präsident Franz Kremer hatte auch noch von Besiktas Istanbul den Angreifer Coskun Tas unter Vertrag genommen und stellte dem Trainer um die Achse Hans Schäfer und Josef Röhrig einen leistungsstarken Spielerkader zur Verfügung. Im Angriff stachen die Torschützen Christian Müller (35 Tore), Rahn (16) und Schäfer (15) heraus, im Mittelfeld sorgten Hans Sturm, Röhrig und Schäfer für Kombination und Spielfreude und die Abwehr wurde von Torhüter Fritz Ewert, Georg Stollenwerk, Karl-Heinz Schnellinger und Leo Wilden zusammen gehalten. In der Endrunde um die deutsche Meisterschaft setzte sich der FC mit den Konkurrenten SV Werder Bremen, FK Pirmasens und Tasmania 1900 Berlin auseinander. Erst im unbedeutenden letzten Gruppenspieltag, den 18. Juni, verlor das schon ins Finale eingezogene Köln mit 2:5 das abschließende Heimspiel gegen Bremen. Mit 9:3 Punkten waren die Kölner in das Finale am 25. Juni gegen den Nordserienmeister Hamburger SV eingezogen und wurden auch als Favorit für den Titelgewinn gehandelt.
Die Hanseaten mit ihrem Angriffstrio Klaus Stürmer, Uwe Seeler und Gert Dörfel entschieden aber in der Gluthitze des Frankfurter Waldstadion das Spiel mit 3:2 für sich und holten die Meisterschale nach Hamburg. Präsident Kremer und Trainer Pfau waren einige unglückliche Personalentscheidungen unterlaufen. Erstens lief der in der Endrunde überzeugende Tas nicht auf, an seiner Stelle stürmte der junge Karl-Heinz Thielen, welcher in der Oberliga aber nur zwei Ligaspiele bestritten hatte und nicht an die Leistung von Rahn am rechten Flügel herankam. Der WM-Verteidiger der Schweden-Tage 1958, Georg Stollenwerk, hatte in der Endrunde wegen einer nicht ausgeheilten Verletzung noch gar nicht eingreifen können und trat im Endspiel ausgerechnet gegen den außergewöhnlich antrittsschnellen „Charly“ Dörfel an, welcher dann auch eine herausragende Rolle beim Sieg der Rothosen einnahm. Laut Unschuld soll „er an diesem Tag mit seinem Bewacher Stollenwerk Katz und Maus gespielt haben“. Auch Spielgestalter Hans Schäfer hatte die letzten drei Gruppenspiele durch Verletzungsfolgen pausiert und ging so vorbelastet in das Finale.
Im zweiten Trainerjahr von Pfau, 1960/61, gelang mit 42:18 Punkten die Titelverteidigung in der Westliga vor Borussia Dortmund und FC Schalke 04. Helmut Rahn war zum SC Enschede in die Niederlande gewechselt und Röhrig hatte seine Laufbahn beendet. In der Endrunde um die deutsche Fußballmeisterschaft konnten sich die Kölner aber nicht gegen den 1. FC Nürnberg, Werder Bremen und Hertha BSC behaupten und belegten mit 5:7 Punkten lediglich den 3. Gruppenrang.
Präsident Kremer hatte sich schon frühzeitig in der Pfau-Nachfolge für den ehemaligen jugoslawischen Ex-Nationalspieler „Tschik“ Cajkovski als neuen Trainer entschieden und so ging es im August mit neuem Schwung in die Saison 1961/62, an deren Ende auch noch die Weltmeisterschaft in Chile anstand. Zuerst ging es aber im DFB-Pokal Ende Juli mit einem 3:2 n. V. bei Eintracht Frankfurt los, ehe aber bereits im Viertelfinale am 16. August durch eine 2:3-Auswärtsniederlage bei Werder Bremen das Pokalaus zu verkraften war. Auch im Messepokal schied der FC schon früh aus. Bereits in der 1. Runde scheiterten die Mannen von Trainer Cajkovski nach drei Spielen (4:2, 0:2, 3:5) im September/Oktober an Inter Mailand. Mit einer 0:1-Auswärtsniederlage gegen Preußen Münster beendete Köln die Hinrunde in der Oberliga West und krönte sich am 8. April 1962 mit einem 4:4 im Heimspiel gegen die Gäste aus Münster zur erneuten Westmeisterschaft. Knapp mit einem Punkt Vorsprung wurde Schalke 04 auf den zweiten Platz verwiesen. Gegen „Königsblau“ hatten die Kölner beide Spiele verloren, in der Hinrunde das Heimspiel mit 0:1 und in der Rückrunde das Auswärtsspiel mit 1:2.
Wie man zur Wertung in der „Chronik der 60er Jahre“ kommen konnte, dass das Geißbockteam „... in der Weststaffel nur auf wenig Widerstand stieß“, wobei doch Schalke 04 die Hinrundentabelle mit 24:6 Punkten vor dem FC mit 22:8 anführte und am Rundenende Schalke lediglich mit einem Zähler die Meisterschaft verpasste, verschließt sich mir.
Aufgrund des engen Terminkalender – die Weltmeisterschaft in Chile stand vor der Tür – hatte der DFB die Endrunde um die Fußballmeisterschaft verkürzt. Die vier Gruppengegner trafen jeweils nur einmal aufeinander; ein Heimspiel wurde jedem Teilnehmer zugestanden. Mit einem 3:1-Auswärtserfolg gegen Eintracht Frankfurt eröffnete der Westmeister am 21. April die Endrunde. Es folgte der knappe 1:0-Erfolg gegen den Hamburger SV im Niedersachsenstadion vor 75.000 Zuschauern durch einen Treffer von Mittelstürmer Christian Müller. Am 5. Mai beendete der FC die Gruppenspiele mit einem 10:0-Kantersieg gegen die überforderten Gäste vom FK Pirmasens und waren damit für das Endspiel qualifiziert. Mit der identischen Aufstellung wie gegen Pirmasens lief Köln am 12. Mai in Berlin vor 82.000 Zuschauern gegen Titelverteidiger 1. FC Nürnberg im Finale auf. Mit imponierendem Kombinationsfußball, Spielwitz, Laufvermögen und Abschlussqualitäten enttrohnten die Kölner den 1. FC Nürnberg und gewannen auch in der Höhe verdient mit 4:0 Toren. Der FC war erstmals Deutscher Fußballmeister und Bundestrainer Sepp Herberger nahm die FC-Spieler Hans Schäfer, Karl-Heinz Schnellinger, Hans Sturm und Leo Wilden in sein Aufgebot für das WM-Turnier in Chile auf.
Das letzte Jahr der erstklassigen Oberliga-Ära, 1962/63, wurde aus Kölner Sicht von drei Ereignissen überstrahlt: Erstens wurde auf dem DFB-Bundestag am 28/29. Juli 1962 in Dortmund endgültig die Einführung der Bundesliga zur folgenden Runde 1963/64 beschlossen und der FC befand sich erwartungsgemäß unter den ersten neun Bundesligisten, welche am 11. Januar 1963 vom Nominierungsausschuss bekannt gegeben wurden. Zweitens die historische Schlappe mit 1:8 am 5. September gegen die Schotten vom FC Dundee, was das Ausscheiden in der ersten Runde im Europapokal der Landesmeister bedeutete und drittens die überraschende 1:3-Finalniederlage am 29. Juni 1963 im letzten Endspiel um die deutsche Meisterschaft gegen Borussia Dortmund.
Ein Indiz für die führende Rolle des FC in den 60er Jahren unter der prägenden Präsidentschaft von „Boss“ Kremer gerade auch im administrativen Bereich, war die Hospitanz von Robert Schwan und Wilhelm Neudecker, Manager und Präsident des FC Bayern München, im Januar 1965 für einige Tage beim 1. FC Köln, um sich über die Führung eines modernen Bundesligaclubs ein Bild zu machen und wertvolle Anregungen zu gewinnen.

## 1. Bundesligameister 1963/64
Für die Debütsaison der Bundesliga hatte Präsident Kremer den erfahrenen und als konsequent bekannten Trainerfachmann, den Ex-Nationalspieler, Georg Knöpfle, verpflichtet und hoffte, dass der auf Disziplin achtende Trainer das Beste aus dem FC-Kader herausholen würde. Es ging in Köln um den Meisterschaftserfolg in der neuen Bundesliga. Kaum ein Verein in Deutschland war auf die kommende Bundesliga so gut vorbereitet wie der 1. FC Köln, was überwiegend das Verdienst des Präsidenten war. Kremer galt als eigentlicher Vater des Erfolges, der als Mitverfasser des Bundesligastatuts wie kaum ein Zweiter auch dessen Lücken kannte und sie entsprechend auszunutzen wusste. Kremer ließ beispielsweise regelmäßig eine Trainingseinheit ausfallen und dafür ein Freundschaftsspiel austragen, wofür er Siegprämien auszahlen konnte. Darüber hinaus legte er Spielereinkünfte in Bausparverträgen an und verschaffte seinen Akteuren dadurch billige Kredite zum Immobilienerwerb.
Im Spielerkader war zwar der Verlust des internationalen Klasseverteidigers Karl-Heinz Schnellinger nach Italien zu verkraften, aber durch die nach einem Jahr Wechselsperre jetzt endlich spielberechtigten Großtalente Wolfgang Overath und Wolfgang Weber, hatte Trainer Knöpfle, welcher Yul Brynner gerufen wurde, sogar einen verbesserten Kader wie in der Oberliga West zur Verfügung. Folgerichtig startete der FC auch am 24. August 1963 mit einem 2:0-Auswärtserfolg gegen den 1. FC Saarbrücken in die erste Bundesligasaison und führte nach der Hinrunde mit 24:6 Punkten auch die Halbzeittabelle mit vier Punkten Vorsprung gegenüber dem FC Schalke 04 an.
Köln war der Favoritenrolle voll und ganz gerecht geworden, trotz zeitweiliger Verletzungssorgen und der Tatsache, dass der „Fußballer des Jahres“ 1963, Hans Schäfer in sieben von 15 Begegnungen nicht hatte dabei sein können. Trotz seiner bereits 36 Jahre war der Kapitän immer noch die Seele des FC-Spiels und der verlängerte Arm des Trainers. Als weiteren Pluspunkt des Spielführers kam seine Gabe hinzu, an seiner Seite Spieler „wachsen zu lassen“, was mehr als einer Laufbahn zugutekam. Schäfer war kein Unterdrücker, kein Wegbeißer, der Erfolg der Mannschaft für den Verein stand für ihn im Vordergrund.
Erst am siebten Hinrundenspieltag, den 12. Oktober, verloren die Rot-Weißen das erste Bundesligaspiel. Eintracht Frankfurt setzte sich im Heimspiel mit 2:1 durch. Bei diesem doppelten Punktverlust blieb es bis Hinrundenende am 14. Dezember, als sich die Knöpfle-Truppe mit einem 1:0-Auswärtserfolg beim VfB Stuttgart als Tabellenführer in die kurze Winterpause verabschiedete. In die Rückrunde startete der Tabellenführer mit einer sensationellen 1:3-Pleite gegen den abgeschlagenen Tabellenletzten 1. FC Saarbrücken. In Schalke gewann Köln mit 3:2, gegen Eintracht Frankfurt mussten die Geißböcke sich im Rückspiel mit einem 1:1 begnügen, bei den „Zebras“ war das 2:2 im März ein Punktgewinn, ebenso das 1:1 am 4. April beim Hamburger SV. Danach folgten zwei überzeugende Siege gegen den 1. FC Nürnberg (5:0) und Borussia Dortmund (5:2), wobei Köln am 28. Spieltag im Dortmunder Stadion Rote Erde auch der vorzeitige Meisterschaftserfolg gelang. In der Formation mit Torhüter Ewert, den Verteidigern Pott und Regh, der Läuferreihe Benthaus, Wilden und Hemmersbach, sowie dem Angriff mit den Akteuren Thielen, Sturm, Wolfgang Weber, Overath und Hornig setzte sich der Gastgeber verdient gegen den Titelverteidiger aus Dortmund mit deren Angriffsreihe Wosab, Schmidt, Brungs, Konietzka und Emmerich durch. Drei Tage vor Bundesligaende, am 6. Mai 1964, hatte der neue deutsche Meister mit 1:4 das Halbfinalhinspiel beim FC Valencia verloren und konnte das Ausscheiden auch nicht mehr durch den 2:0-Heimerfolg im Rückspiel am 14. Mai wettmachen. Beim Stand von 2:0 vergab Pott in der 70. Minute die Chance eines Foulelfmeters.
Den alles überragenden Torschützen stellte der Meister 1. FC Köln nicht in dieser Runde, aber vier Spieler, welche eine zweistellige Trefferquote erreichten: Karl-Heinz Thielen (16 Tore), Christian Müller (15), Hans Sturm (13) und Hans Schäfer (12). Mit 78 Treffern führte Köln auch die Torschützenliste der Liga an. Trainer Knöpfle operierte mit einem 15-Mann-Kader, wobei Ersatztorhüter Anton Schumacher zu vier Einsätzen und im Angriff Karl-Heinz Ripkens zu lediglich einem Ligaeinsatz gekommen war.

## Vom Vizemeister zum Pokalsieg 1968
Zur zweiten Bundesligarunde, 1964/65, versuchte man sich in Köln mit einer internationalen Verpflichtung: Aus Brasilien kam der Angreifer Zézé zum Titelverteidiger und aus der zweitklassigen Fußball-Regionalliga Südwest wurde die Torjägerhoffnung Johannes Löhr von den Sportfreunden aus Saarbrücken zur Geißbockelf geholt. Die Hoffnung aus Südamerika kam aber lediglich auf fünf Bundesligaeinsätze, Löhr dagegen zeigte in seinen 17 Bundesligaspielen mit fünf Toren, dass er tatsächlich auch ein Spieler für die Bundesliga sein würde.
Eine klare Schwächung widerfuhr dem Titelverteidiger im Europapokalspiel am 25. November 1964 beim 2:1-Heimerfolg gegen Panathinaikos Athen, wo sich Spielführer und Senior Hans Schäfer eine langwierige Meniskusverletzung zuzog und erst wieder am 3. April 1965 sein Comeback in der Bundesliga geben konnte. Schäfer konnte somit in nur 17 Spielen in der Bundesliga mitwirken, wo er aber dennoch acht Tore erzielte. Mit ihm fehlte dem FC die ordnende Hand an allen Ecken und Enden. In der Bundesliga mussten sich die Knöpfle-Schützlinge mit der Vizemeisterschaft begnügen und im Europacup scheiterte man nach drei Spielen am FC Liverpool (0:0, 0:0, 2:2 n. V.) nach Münzwurfentscheidung im Stadion De Kuip in Rotterdam, ohne Schäfer.
In die Saison 1965/66 ging der 1. FC Köln ohne die ordnende Persönlichkeit des langjährigen Kapitäns Hans Schäfer, der seine Spielerkarriere beendet hatte und dem FC aber als Co-Trainer weiter verbunden blieb. Der Versuch der Nachfolgelösung durch den dänischen Nationalspieler Ole Sørensen scheiterte aber gänzlich, dazu kam auch das sich die weitere Verpflichtung von Srdjan Cebinac als Fehleinkauf erwies. Die Nachwuchstalente Franz Krauthausen und Wolfgang Rausch benötigten noch Zeit, sofort konnten sie in der Bundesliga nicht als Verstärkung gelten. Mit einem 0:4-Fehlstart eröffnete der FC das Jahr „nach Hans Schäfer“ und schloss die Hinrunde am 18. Dezember 1965 mit einer 0:2-Auswärtsniederlage beim 1. FC Nürnberg mit 23:11 Punkten auf dem 4. Rang ab. Acht Tage zuvor hatte der FC noch den FC Bayern München mit einer 6:1-Packung nach Hause geschickt.
In der Rückrunde vermasselten die zwei 1:2-Auswärtsniederlagen beim Vorletzten Borussia Neunkirchen und dem 15. der Tabelle, dem Karlsruher SC, ein besseres Abschneiden als der 5. Rang, welcher der 1. FC Köln im letzten Trainerjahr von Georg Knöpfle am Rundenende erreichte. Knöpfle wechselte zum Hamburger SV und die Geißböcke gewannen den Meistermacher von Bremen (1965) und den aktuellen Europapokalsieger mit Dortmund, Willi Multhaup, für sich und versprachen sich dadurch wieder bei der Vergabe der Meisterschaft mitzumischen.
Der Start in die Saison 1966/67 glückte mit einem 2:0-Heimerfolg gegen den amtierenden deutschen Meister München 1860. In den folgenden zwei Auswärtsspielen gegen Eintracht Frankfurt (0:4) und Eintracht Braunschweig (0:1) gab es aber zwei Niederlagen und schon war der erhoffte Aufschwung unter dem neuen Trainer Multhaup verpufft. Als der FC am 9. Spieltag bei Borussia Dortmund mit 1:6 einbrach und auch noch das nachfolgende Heimspiel mit 2:4 gegen Bayern München verlor, stand der Meister des Jahres 1964 mit 8:12 Punkten sogar auf dem enttäuschenden 16. Rang. Zum Hinrundenende hatte sich Köln aber immerhin mit 18:16 Punkten auf den 9. Rang nach vorne gespielt.
Die Fluktuation im Spielerkader hatte doch für mehr Unruhe gesorgt, wie die Verantwortlichen angenommen hatten. Der torgefährliche und zweikampfstarke Angreifer Christian Müller war überraschend zum Karlsruher SC, Torhüter Ewert in die Niederlande, Wilden zu Bayer Leverkusen und das Offensivtalent Krauthausen zu Rot-Weiß Oberhausen gewechselt. Das Abwandern der Fehleinkäufe Cebinac und Sørensen fiel zwar sportlich nicht ins Gewicht, verstärkte aber trotzdem den Umtrieb im Spielerkader. Es waren ja auch noch im Gegenzug auf der Zugangsseite mit Milutin Šoškić, Roger Magnusson, Heinz Flohe, Jürgen Jendrossek und Karl-Heinz Struth fünf Neuzugänge zu integrieren gewesen.
Der vormalige Torhüter von Partizan Belgrad und fünfzigfache Nationalspieler übernahm auf Anhieb die Rolle des leistungsstarken Stammtorhüters, dagegen konnte der Schwede von Juventus Turin, Roger Magnusson, nicht alle Hoffnungen erfüllen. Seine spielerische Brillanz war zwar unbestritten, aber er hatte eindeutig körperliche Defizite und tat sich mit dem harten Training schwer. Der sympathische Supertechniker hätte das Zeug zum Publikumsliebling gehabt, er begeisterte zwar mit einer überragenden Technik, seine Dribblings und Alleingänge waren jedoch oft zu durchsichtig. Zudem hatte der Schwede noch ein anderes „Handicap“: Overath sah offensichtlich seinen Regisseurposten in Gefahr, was zur Folge hatte, dass die beiden Supertechniker nur selten miteinander harmonierten. „Virtuos, aber erfolglos“, titelte eine Zeitung treffend. Magnusson behauptete später, von Overath auf dem Spielfeld ignoriert worden zu sein.
Die zwei jungen Talente Heinz Flohe und Jürgen Jendrossek, beide waren hochtalentierte, spielstarke Techniker, wurden von Trainer Multhaup gefördert und kamen zu ihren Einsätzen, auch der junge Abwehrspieler mit hartem Schuss, Karl-Heinz Struth, machte die ersten Gehversuche in der Bundesliga; grundsätzlich war die Runde aber geprägt durch ein stetes auf und ab, der FC trat wechselhaft und inkonstant auf. Im Februar/März 1967 erschütterte zusätzlich ein Eklat um Vorstandsmitglied Peter Weiand den Club. Es ging um ausgeplauderte Vertragsinterna und zudem sollen in Bezug auf Präsident Franz Kremer böse Worte gefallen sein. Für die Boulevardpresse war dies ein gefundenes Fressen. Erstmals in seiner langen Amtszeit war der „Boss“ angeschlagen – auch gesundheitlich, hatte mit Diabetes und Herzbeschwerden zu kämpfen. Nach einer langen Aussprache legte man den Zwist schließlich zu den Akten.
Zum zweiten Trainerjahr von Multhaup, 1967/68, setzte man in erster Linie auf die Neuzugänge von Carl-Heinz Rühl und Heinz Simmet, einen erfahrenen, robusten Flügelstürmer mit Abschlussqualitäten (Rühl) und einen Fleißarbeiter für das Mittelfeld mit Simmet. Zwar wurde der Rundenstart mit 0:3 in Hannover verloren, aber spätestens mit dem 3:0-Auswärtserfolg am 3. Spieltag gegen den FC Bayern München war man in der Liga angekommen. Acht Tage später, am 9. September, folgte gar ein 7:0-Heimerfolg gegen den alten Westrivalen FC Schalke 04. Durchgehend konnte der FC diese gute Leistung aber nicht halten, mit 18:16 Punkten beendete man die Hinrunde auf dem 9. Rang. Mit 38:30 Zählern und 68:52 Toren sicherte man sich am Rundenende den 4. Rang, punktgleich vor Bayern München und Eintracht Frankfurt.
Das die Runde zu einem tatsächlichen Erfolg für Trainer und Mannschaft wurde, das brachte der DFB-Pokal mit sich, wo man nach Erfolgen gegen den FC Homburg/Saar, Eintracht Frankfurt, Eintracht Braunschweig und einem 3:0 im Halbfinale gegen Borussia Dortmund in das Endspiel am 9. Juni in Ludwigshafen gegen den VfL Bochum eingezogen war. In der zweiten Halbzeit des Endspiels konnten die Kölner ihre körperliche und konditionelle Überlegenheit voll ausspielen. Angesichts der tropischen Temperaturen in Ludwigshafen waren die Blau-Weißen aus Bochum bald mit ihrer Kraft am Ende und Köln konnte seinen Vorsprung auf 4:1 ausbauern. Im Kölner Lager herrschte eitel Freude. Erstmals ging der Pott in die Domstadt, und für FC-Trainer Willi „Fischken“ Multhaup war es ein glänzender Schlusspunkt unter seine lange und erfolgreiche Karriere, die mit dem Pokalfinale endete.
Überschattet wurde die Runde aber vom Tod des langjährigen Präsidenten Franz Kremer, der am 11. November während des FC-Auswärtsspiels bei Eintracht Frankfurt (1:2) verstarb. Für viele der FC-Spieler war Kremer ein väterlicher Vertrauter und Berater gewesen. Der Tod des „Boss“ war ein unersetzlicher Verlust, darüber waren sich sowohl seine Freune als auch seine Gegner einig.